# 2019년 세계 태권도 선수권 대회
2019년 세계 태권도 선수권 대회는 2019년 5월 15일부터 5월 19일까지 영국 맨체스터에서 열린 제24회 세계 태권도 선수권 대회이다.